# Guardia del Infinito
La Guardia del Infinito ("The Infinity Watch") es el nombre de dos organizaciones ficticias que aparecen en los cómics estadounidenses publicados por Marvel Comics. La primera versión de Guardia del Infinito se reunió en Warlock y la Guardia del Infinito # 1, y protagonizó esa serie hasta que terminó con el número 42. Los seis miembros eran los guardianes autonombrados de las Gemas del Infinito, que fueron entregados a un solo miembro para proteger a cualquier otra persona que los ensamblara en el Guantelete del Infinito.

## Historia del grupo ficticio
Cuando Adam Warlock obtiene la posesión del todopoderoso Guantelete del Infinito (que contenía las seis Gemas del Infinito) de Thanos, el Tribunal Viviente le ordena que separe las Gemas para que nunca más puedan usarse en conjunto. Warlock forma la Guardia del Infinito, confiando a cada miembro una Gema Infinita para proteger (manteniendo la identidad del sexto miembro en secreto incluso de sus compañeros miembros de Guardia del Infinito). Bajo la influencia del Guantelete, Warlock no está en su sano juicio, e incluso se preguntó si había tomado las decisiones correctas más adelante.
Inicialmente, Warlock no tenía la intención de que el Watch se convirtiera en un equipo; él cree que las gemas serían más seguras si todas se mantuvieran separadas, pero el viejo enemigo de Warlock, el Hombre-Bestia, rapta a cuatro miembros de Infinity Watch y manipula sus gemas en un intento de destruir a Warlock. Después de que el Hombre-Bestia es derrotado, la Guardia del Infinito decidió permanecer juntos como un equipo heroico, a excepción de Thanos. Sin embargo, Thanos, después de haber vivido un período de humildad después del asunto del Guantelete del Infinito, no abusó de su gema, pero la mantuvo a salvo.
Warlock negocia un acuerdo con el Hombre Topo para usar un castillo en Isla Monstruo como base de la Guardia. Con la ayuda de Los Vengadores y Warlock, las Naciones Unidas reconocen la soberanía del Hombre Topo en Isla Monstruo (después de una batalla sin fatalidad con la Guardia). La Guardia del Infinito continúa tratando con muchos otros enemigos, la mayoría de ellos interesados en el poder que las Gemas podrían conferir a su propietario. Otros oponentes tenían intereses personales en los miembros de Guardia del Infinito.
Un hombre amnésico aparece en Isla Monstruo y es capturado por la Guardia a pesar de las advertencias de Gamora. Gamora, sosteniendo la gema del tiempo, tiene visiones de este hombre matando a Adam Warlock. La Guardia nombra al hombre Maxam después de un símbolo que se encuentra en su cinturón y se une a la Guardia, a pesar de un estallido violento contra Warlock.
La Guardia también se involucra en los eventos de la Guerra del Infinito y la Cruzada del Infinito, ambos derivados de los eventos del Guantelete del Infinito.
Un rato después, Gamora abandona el equipo después de una discusión con Adam Warlock. Maxam se convirtió en el nuevo Guardián de la Gema del Tiempo. Esto hace que sus recuerdos regresen; está convencido de que Warlock es un peligro para su mundo natal. Bajo la influencia telepática de Dragón Lunar, Maxam cree que le rompió el cuello a Warlock y regresó a su propio mundo.
Mientras tanto, el ser conocido como Runa roba todas las gemas infinitas y las lleva al Ultraverso. Con Gamora, Maxam y las gemas desaparecidas, el reloj se disuelve. Aunque las gemas finalmente se devuelven al Universo Marvel, el reloj aún no se ha restablecido por completo; sin embargo, se mostró a Adam Warlock, Gamora y Pip intentando derrocar al Campeón del Universo del planeta Skardon en la serie She-Hulk de 2004-2005, y en un momento reclutaran a Drax para que los ayudara.

### Versión del Doctor Strange
Al final de la historia de "Cuenta atrás del Infinito", el Doctor Strange utilizó un hechizo mágico para hablar con los poseedores de las Gemas del Infinito y solicitó una conferencia para reformar la Guardia del Infinito. Él le dice a Adam Warlock, el clon de Black Widow, Capitán Marvel, Star-Lord y Turk Barrett que necesitan protegerlos de tales calamidades, incluso si uno de ellos es Thanos.

### La versión de Loki
Para recuperar su pieza de alma que estaba atrapada en el mundo del alma, Gamora, utilizando el alias de Requiem, robó las Gemas del Infinito de la Guardia del Infinito de Doctor Strange, pero terminó siendo corrompida por la influencia de su padre y el poder seductor de las Gemas del Infinito. Ella usa las Gemas Infinitas y la Gema del Alma, en particular, no solo para recuperar su alma perdida sino también para plegar el universo en sí mismo, combinando cada dos almas en un solo ser. Esto resultó en la creación de personajes "combados" con Loki para ser el único que no se fusionó con otro personaje ya que estaba al lado de Requiem, sin embargo, antes de ser colocado en esta nueva realidad después, fue capaz de influir ligeramente en ella. mientras ella estaba cometiendo el acto para que él pudiera engañar a su propia versión de la Guardia del Infinito dentro del mundo del alma.

### Nueva Guardia del Infinito
Al final de Infinity Wars # 6, Adam Warlock soltó las seis gemas infinitas, y usando la gema del alma les dio toda su propia vida y su propia alma para permitirles encontrar anfitriones en todo el universo por su propia voluntad, esperando que una nueva Guardia del Infinito sería más difícil de reunir de esta manera, sin embargo, la Gema del Tiempo ya elige a un criminal en el Pabellón de la Muerte llamado Hector Bautista para que sea su portador.

## Miembros

### Miembros de la versión de Adam Warlock
Muchos miembros de la Guardia del Infinito fueron elegidos por su incapacidad o falta de voluntad para utilizar todo el potencial de su Gema asignada.
- Adam Warlock - Líder y guardián de la gema del alma. Warlock borró las partes buenas y malas de su personalidad mientras sostenía el guante que limitaba su capacidad para explotar aspectos de la gema del alma. Sin embargo, Warlock poseía una unión con la gema que puede que nunca haya sido rivalizada antes o después.
- Drax el Destructor - Guardián de la Gema de Poder. Sufriendo de daño cerebral, Drax el Destructor solo fue capaz de aprovechar inconscientemente el potencial de su gema, y solo sirvió para hacer que su ya formidable fuerza fuera casi ilimitada. Confundiendo su Gema de poder por una haba de jalea, Drax la tragó. Dado que la gema era indestructible e indigesta, la gema era, como observó Warlock, "tan segura allí como en cualquier lugar". Drax más tarde sufrió un golpe en el estómago mientras luchaba contra Thor, y lo abandonó durante un tiempo. Cuando Drax recuperó la gema, sus compañeros de equipo eligieron incrustarla en su cinturón para que "no pudiera perderla nuevamente sin perder sus pantalones".
- Gamora - Guardián original de la Gema del Tiempo. Gamora nunca tuvo ningún deseo o intención de usar la Gema del Tiempo conscientemente, aunque experimentó visiones ocasionales del futuro, normalmente involucrando ver a Warlock en peligro. Warlock la eligió por afecto personal, así como por saber que, como uno de los guerreros más capaces de la galaxia, podría defender la gema de los posibles ladrones. Guardaba la Gema en un bolsillo similar a un bolso en su cinturón, ya que temía explotar a sabiendas sus poderes.
- Maxam - Segundo guardián de la Gema del Tiempo.
- Dragón Lunar - Guardián de la Gema de la Mente. Dragón Lunar, que ya era un telépata excepcional, obtuvo capacidades telepáticas y telequinéticas casi ilimitadas de la Gema de la Mente, pero sus fallas y daños previos a su ego la llevaron a carecer de la confianza necesaria para explotar sus mayores poderes. Además, dado su pasado poco confiable, Warlock optó por instalar salvaguardas en la gema para asegurar su buen comportamiento. Entre estas salvaguardas se encontraba la incapacidad de leer las mentes de los otros poseedores de las Gemas.
- Pip el Troll - Guardián de la Gema del Espacio. Pip era algo cobarde y autoconservador, y mantendría a salvo a su Gema del Espacio porque se teletransportaría a la seguridad ante la primera señal de problemas. Tampoco poseía inteligencia por encima de la media, por lo que no corría el riesgo de intentar explotar la gema por algo más que la simple teletransportación de sí mismo y de otros. Pip mantuvo la gema entre los dedos de los pies, y explicó: "Una gema en la frente no es mi mirada". Se implicó que Pip pudo haber escondido la gema en su región posterior.
- Thanos - Aliado y guardián de la Gema de la Realidad. Si bien la posesión de la Gema de la Realidad por parte de Thanos podía otorgarle prácticamente cualquier cosa que deseara, un Capitán Marvel resucitado temporalmente sugirió que Warlock eligió a Thanos porque era el único ser en el universo lo suficientemente inteligente como para no usarlo. Llegó a comprender cuando sostuvo el Guantelete que un poder mayor no lo satisfaría. También sabía que la gema de la realidad era a su manera la más peligrosa de las gemas, y exigió el uso simultáneo de las otras gemas para mantener sus poderes bajo control.

### Miembros de la versión de Doctor Strange
- Doctor Strange - Líder y guardián de la Gema del Tiempo.
- Adam Warlock - Guardián de la Gema del Alma.
- Black Widow - Clon de la original y guardián de la Gema del Espacio.
- Capitana Marvel - Guardián de la Gema de la Realidad.
- Star-Lord - Guardián de la Gema de Poder. Más tarde se reveló que la Gema de Poder que sostiene Star-Lord es falsa y que la gema real estaba con Requiem (Gamora)
- Turk Barrett - Guardián de la Gema de la Mente.

### Miembros de la versión de Loki
- Loki - Líder y guardián de la Gema del Alma
- Emma Frost - Guardián de la Gema de Poder.
- Hulk - Guardián de la Gema del Espacio.
- Ant-Man - Guardián de la Gema del Tiempo
- Kang el Conquistador - Guardián de la Gema de la Realidad.
- Ms. Marvel - Guardián de la Gema de la Mente.

## Otras versiones
Un equipo llamado Guardia del Infinito existe en el año 3193, apareciendo por primera vez en Uncanny Avengers # 16. Dirigido por Immortus, incluye al Capitán Marvel, Silver Surfer, Martinex, Yondu, Starhawk, Adam Warlock, y la Visión con el poder del Fénix.

## En otros medios
En el videojuego Marvel vs. Capcom: Infinite de 2017, en un esquema creado por Jedah Domah y Mistress Death para combinar el Universo Marvel y el multiverso Capcom para lograr el equilibrio, utilizando las Gemas Infinitas, se alista la ayuda de Thanos y Ultron en la infiltración de la ciudad de Abel. Sin embargo, es interceptado por Sigma, y forman una alianza, traicionando a Thanos y utilizando la Gema Espacial y la Gema de la Realidad para fundirse en Ultron-Sigma, y logra combinar las realidades de Marvel y Capcom. Después de derrotar a Ultron-Sigma al final del juego, la Gema de la Realidad se resquebraja, lo que hace imposible la restauración y separación de las realidades combinadas. Ahora que no tienen más remedio que vivir en el mundo unificado, los héroes se deciden a proteger individualmente a las Gemas uno por uno para evitar que vuelvan a ser usados, para evitar que vuelva a ocurrir un desastre similar, en paralelo con el propósito de la Guardia del Infinito.
guardia del infinito version de adam warlock -2018-infinity wars
Kang el conquistador-guardian de la gema de la realidad
Adam warlock-guardian de la gema del alma
Miss marvel-guardiana de la gema de la mente
Ant-man-guardian de la gema del tiempo
Hulk-guardian de la gema del espacio
emma frost-guardiana de la gema del poder